# Musch
| Musch |
| --- |
| Grain de beauté ('skönhetskorn'), gravyr från 1690-talet. - Betydelse – liten svart prick, placerad kosmetiskt eller symbol - Bakgrund – från franskans mouche ('fluga') - Olika ord – musch, mouche - Annan betydelse – upphöjd prick på tyg |

Musch eller mouche (franska: mouche, 'fluga') var en liten svart prick som användes för kosmetiskt syfte. Den kom på modet inom den europeiska aristokratin på 1600- och 1700-talet och har franskt ursprung.

## Historik
Den lilla pricken kom på modet i Frankrike i mitten av 1600-talet, och populariteten fortsatte en bit in på 1700-talet. Den användes av kvinnor och var en kokett modedetalj. I regel hade en bärare endast några få muscher på sig.
Muschen syfte var ursprungligen för att täcka syfilissår i ansiktet, dölja en kvissla eller framhäva den vita hyn hos bäraren. Populariteten var hög vid en tid då vitt puder användes för att göra ens ansikte vitare.
Bruket av muschen spreds snabbt till de lägre samhällsskikten, både i Frankrike och runt om i övriga Europa. Det blev en statussymbol som även den sämst bemedlade medborgaren nyttjade. Placeringen av dessa "franska flugor" varierade och fick med tiden olika betydelser.

## Utformning och placering
Muschen bestod av ett litet svart tygplåster, rundad eller med annan utformning. Muschen, ofta mycket liten men ibland så stor som en flugvinge, placerades i regel i ansiktet, men den kunde även sättas på (en blottad del av) bärarens barm. Den var vidhäftande genom gummi på baksidan.
En musch kunde efterlikna ett födelsemärke, som i flera länder setts som "skönhetsmärken". Tidigt användes även ordet i svenskan i denna betydelse, särskilt som leverfläck.

### Symbolisk placering
En musch vid läppen indikerade en önskan om att bli kysst, placerad vid ögat talade man om att man var av en flirtig natur med mera. Dess ursprungliga syfte blev troligen aldrig känt, utan muschen betraktades som ytterligare en fransk nymodighet.
Nedan listas ett antal muschplaceringar och deras symboliska betydelse:
- mitt i pannan – majestätiskt
- på näsan – antyder fräckhet
- vid ögat – antyder passion[5]
- högra kinden – personen är gift
- På läpparna - antyder att personen är kokett[5]
- Nedanför underläppen – "jag är diskret"[5]
- vid tinningen[a] – värdighet
- på kindens mitt – personen är öppen för förslag
- mungipan – antyder flörtighet[5]
- mellan munnen och hakan – visar att personen kan bevara en hemlighet

## Alternativ betydelse
Musch eller mouche kan i svenskan även betyda en liten upphöjd prick i tyg. Denna betydelse finns i svenskan sedan 1773.

## Etymologi
Ordet finns i svensk skrift i flera olika stavningsvarianter. Den franska stavningen mouche (med varianten mouch) förekommer sedan 1731, mousche 1716, mosch 1812, much sedan 1822 och (den vanligaste) musch sedan 1710.
Ordet förekommer även i samma betydelse i andra europeiska språk, inklusive tyskans Musche och engelskans mouche. På franska (där mouche betyder 'fluga') används dock grain de beauté ('skönhetskorn' eller 'skönhetsmärke').